# Хетаг (поэма)
«Хетаг» — незаконченная историческая поэма Коста Хетагурова.

## История создания
Поэма писалась Коста Хетагуровым в конце 1890-х годов, но осталась незавершенной по причине тяжелой болезни, а затем скоропостижной смерти поэта в 1906 году. Работая над произведением, Коста проявил себя не только как поэт, но и в качестве историка, собирая и обрабатывая каждый сюжет из генеалогии своего рода. Интересно, что он уже тогда выдвинул гипотезу, согласно которой легендарный Хетаг происходил из княжеского черкесского дома. В итоге на основе осетинских сказаний, исторических преданий и легенд была написана поэма, вошедшая в золотой фонд осетинской литературы.

## Сюжет
В херсонской ссылке Коста начал писать свою давнюю задумку — историческую поэму «Хетаг». В ней поэт показывает героическую борьбу кавказских народов против монголо-татарских захватчиков. По осетинским преданиям, Хетаг был одним из сыновей легендарного Черкесского князя Инала, жившего в XIV веке. Старший брат Хетага Биаслан (в поэме — Бяслан) считался предком кабардинских князей, принявших ислам. Поэтому в основе произведения лежит глубокий религиозно-личностный конфликт.
В начале поэмы Коста обращается к читателю:

Читатель! Сбираюсь поведать тебе

Старинную повесть о славном

И доблестном предке, стяжавшем себе

Бессмертье в потомстве забавном.
Я сам из потомков его и, как гусь,

Лишь годный в жаркое, нередко,

Встречаясь с другими «гусями», кичусь

Прославленным именем предка.
Преданье я черпал из тысячей уст,

А памятник цел и поныне:

Священная роща иль «Хетагов куст»

Стоит в Куртатинской долине.
Ещё не касался ни разу топор

Его долговечных питомцев;

В нём странник чужой потупляет свой взор,

Послушный обычаю горцев.

Разбивши войско Мамая, аланы возвращаются домой с богатой добычей. Их уже ждут старые князья Инал и Солтан, старшие на торжественном пиру. Возносятся бесчисленные тосты в честь храбрых воинов, и особенно за Хетага — самого доблестного героя. Но он не принимает участия во всеобщем веселье, сидя в глубокой печали. Солтан призывает его к себе, произносит в его честь речь и предлагает взять в жены любую из своих дочерей-красавиц. Хетаг желал бы руки старшей дочери, однако по обычаю требуется её согласие. Оставшись наедине со старейшинами, она признается, что любит Хетага, но выйти за него не в силах — он изменил «отцовской религии», побывав в Крыму и приняв там христианство. Гости в смятении, но Инал и Солтан принимают решение — молодые сами должны сделать выбор — «ведь от счастья не бегают». Пир завершается, и благодарные гости расходятся по домам.

## Значение
Поэма не вошла в знаменитый сборник Коста «Осетинская лира», однако по праву считается одним из лучших произведений выдающегося поэта. Повествуя о драматических событиях осетинской истории, незавершенная поэма «Хетаг» не теряет своего высокого патриотического и художественного значения.